# Лимож (футбольный клуб)
«Лимож» — французский футбольный клуб из одноимённого города, в настоящий момент[какой?] существует в качестве любительского клуба и выступает в одной из низших региональных лиг. Клуб был основан 31 мая 1947 году, домашние матчи проводит на арене «Стад Сен-Лазар», вмещающей 1916 зрителей. В конце 50-х годов 20-го века, «Лимож» играл в Лиге 1, высшем французском дивизионе. Всего в высшем дивизионе «Лимож» провёл три сезона, последним из которых стал сезон 1960/61. Лучший результат клуба в чемпионатах Франции — 10-е место в сезоне 1959/60.